# Métro de Sapporo
Le métro de Sapporo (札幌市営地下鉄, Sapporo shiei chikatetsu) est un réseau de transport en commun situé dans la ville de Sapporo sur l'île de Hokkaidō au Japon. Il s'agit du quatrième plus ancien métro construit au Japon. Mis en service en 1971, il comporte trois lignes totalisant 48 km et 49 stations.
Les trains circulent de 6 h 00 à minuit avec une fréquence de 3 à 4 minutes durant les heures de pointe du matin et de 7 minutes aux heures creuses.
Le roulement sur pneumatiques des trains et le guidage par rail central est commun aux trois lignes. Cette association est relativement rare pour les réseaux de métro, et est techniquement proche du Neoval développé par Siemens.
La mise en service des lignes de métro s'accompagna de la fermeture des lignes de tramway. Actuellement une seule ligne de tramway circulaire de 8,5 km est encore en service.

## Réseau

### Aperçu
Le réseau se compose de trois lignes qui s'articulent autour des stations centrales Odori et Sapporo. Cette dernière est en correspondance avec le réseau ferroviaire national. Aux stations Odori et Susukino, il est en correspondance avec le tramway en surface. La majorité de la ville est située à une distance raisonnable d'une station de métro.
Le métro de Sapporo utilise 380 véhicules
|  |

### Lignes
| Couleur et sigle | Couleur et sigle | Lettre | Nom           | Terminus                  | Ouverture | Dernière extension | Longueur | Stations |
| ---------------- | ---------------- | ------ | ------------- | ------------------------- | --------- | ------------------ | -------- | -------- |
| Verte            |                  | N      | Ligne Namboku | Asabu - Makomanai         | 1971      | 1978               | 14,3 km  | 16       |
| Orange           |                  | T      | Ligne Tōzai   | Miyanosawa - Shin Sapporo | 1976      | 1999               | 20,1 km  | 19       |
| Bleu ciel        |                  | H      | Ligne Tōhō    | Sakaemachi - Fukuzumi     | 1988      | 1994               | 13,6 km  | 14       |
| Total:           | Total:           | Total: | Total:        | Total:                    | Total:    | Total:             | 48,0 km  | 49       |

### Ligne Namboku
La ligne Namboku fut mise en chantier en 1969 et achevée en 1971, à temps pour l'ouverture des Jeux olympiques d'hiver de 1972 que la ville accueillait. Il s'agissait de la première ligne à combiner des véhicules sur pneu et un rail de guidage central. La ligne est en partie en viaduc : celui-ci est en grande partie recouvert d'une toiture d'aluminium pour protéger les voies des chutes de neige particulièrement fortes dans la région en hiver. La ligne comporte aujourd'hui 14 km de voies et 16 stations. L'alimentation électrique se fait par troisième rail en 750 V continu. Son nom signifie "Sud-Nord" (南北) en Kanji.

### Ligne Tōzai
La ligne Tōzai a été inaugurée en juin 1976 et a été prolongée en mars 1982 et février 1999. Elle a une longueur de 20,1 km et comporte 19 stations. La ligne est équipée de rames à roulement sur pneumatique et est alimentée par caténaire en 1 500 V. Son nom signifie "Est-Ouest" (東西) en Kanji.

### Ligne Tōhō
Avec ses 13,6 km et ses 14 stations, la ligne Tōhō est la plus courte du réseau de Sapporo. Elle est entrée en service en décembre 1988 (8,1 km) et a été prolongée de 5,5 km en octobre 1994. Les rames circulent sur des pneus et l'alimentation se fait par caténaire en 1 500 V continu.
Elle permet notamment d'accéder au parc Ōdōri. Les deux Kanji composant son nom (東豊) correspondent aux noms des quartiers Higashi (東) et Toyohira (豊平), où se situent les terminus de la ligne.

## Caractéristiques techniques

### Voies de roulement
Toutes les lignes du métro utilisent des trains à pneus en caoutchouc qui se déplacent sur deux voies de roulement plates, guidées par un rail central. Ce système est unique parmi les métros au Japon et dans le reste du monde. D’autres réseaux métros sur pneumatiques, dont des lignes de transport automatisées comme la Port Liner de Kobe, utilisent des barres de guidage latérales. Il existe des différences entre la technologie utilisée sur la ligne Namboku et les nouvelles lignes Tōzai et Tōhō. La ligne Namboku utilise un rail de guidage en forme de T et des pneus doubles, tandis que les lignes Tōzai et Tōhō utilisent un rail de guidage en forme de I et des pneus simples. De plus, la surface des voies de roulement est soit composée de résine (sur l'intégralité de la ligne Namboku et de la section centrale de la ligne Tōzai) ou d'acier (sur les sections extérieures de la ligne Tōzai et de l'intégralité de la ligne Tōhō) .

### Alimentation électrique
Les lignes font appel à deux technologies distinctes : l'alimentation électrique de la ligne Namboku est en courant 750 V continu par troisième rail au sol, tandis que celle des deux autres est en 1 500 V continu par caténaire rigide aérienne.

### Matériel roulant
Tous les véhicules sont sur pneumatiques et ont été produits par la société Kawasaki Heavy Industries.
| Série | Construction | Constructeur              | Nombre de rame | Nombre de voitures par rame | Ligne desservie | Photo |
| ----- | ------------ | ------------------------- | -------------- | --------------------------- | --------------- | ----- |
| 5000  | 1995 - 2011  | Kawasaki Heavy Industries | 20             | 6                           |                 |       |
| 8000  | 1998 - 2008  | Kawasaki Heavy Industries | 24             | 7                           |                 |       |
| 9000  | 2015 - 2016  | Kawasaki Heavy Industries | 20             | 4                           |                 |       |

| Série | Construction | Retrait | Constructeur              | Nombre de rame | Nombre de voitures par rame | Ligne desservie | Photo |
| ----- | ------------ | ------- | ------------------------- | -------------- | --------------------------- | --------------- | ----- |
| 1000  | 1970 - 1971  | 1999    | Kawasaki Heavy Industries | 4              | 2                           |                 |       |
| 2000  | 1971 - 1978  | 1999    | Kawasaki Heavy Industries | 20             | 4 à 6                       |                 |       |
| 3000  | 1978 - 1990  | 2012    | Kawasaki Heavy Industries | 5              | 8                           |                 |       |
| 6000  | 1975 - 1982  | 2008    | Kawasaki Heavy Industries | 24             | 7                           |                 |       |
| 7000  | 1987 - 1994  | 2016    | Kawasaki Heavy Industries | 20             | 4                           |                 |       |

#### Ligne Namboku
- Série 1000/2000 (trains initialement de quatre véhicules avec deux portes de chaque côté) depuis 1971 jusqu'en 1999.
- Série 3000 (trains de huit véhicules avec deux portes de chaque côté) de 1978 jusqu'en 2012.
- Série 5000 (20 trains de six véhicules avec quatre portes de chaque côté). Les premiers trains de la série 5000 ont été mis en service sur la ligne en octobre 1995, 17 trains au total au total de 1995 à 1999, remplaçant tous les trains de la série 2000. Trois autres trains ont été mis en service de 2009 à 2011 pour remplacer les derniers trains de la série 3000 restants à l'époque.

#### Ligne Tōzai
- Série 6000, en service de 1976 à 2008. Une commande de 20 trains de quatre voitures a été passé à l'été 1973. Les premiers prototypes, sortis d'usine début 1975, testés pendant neuf mois, avaient une forme similaire à celle de l'ancienne série 2000, mais avec trois portes de chaque côté. Les 20 trains de quatre voitures ont été produits en 1976. Ils sont entrés en service en juin 1976 avec l’ouverture du tronçon entre les stations de Kotoni et Shiroishi. Lorsque le tronçon entre les stations Shiraishi et Shin Sapporo a été ouvert en mars 1982, quatre trains supplémentaires ont été livrés, cette fois en formation de six voitures, tandis qu'aux 20 trains de quatre voitures furent ajoutés des véhicules pour former des trains de six voitures, soit au total 144 véhicules.
- Série 8000/8300 (trains de sept véhicules avec trois portes de chaque côté). Un septième véhicule a été ajouté à tous les trains à partir de mars 1999 pour constituer la série 8300. Cette série 8300 a été conçue pour pouvoir continuer à être en service lorsque la série 6000 serait retirée. La série 6000 est progressivement retirée entre 2002 et 2008, les nouvelles voitures de la série 8000 les remplaçant. Les voitures de la série 8300 ont ensuite été modifiées pour être intégrées dans les trains de la série 8000 et sont toujours utilisées de nos jours.

#### Ligne Tōhō
- Série 7000 (15 trains de quatre véhicules avec trois portes de chaque côté), sur le modèle de la série 6000, de 1988 jusqu'en 2016.
- Série 9000 (20 trains de quatre véhicules avec trois portes de chaque côté). La commande a été passée en avril 2013, le premier train a été livré en novembre 2014 et les trains furent mis en service en mai 2015[3].

## Extensions en cours ou planifiées
Il existe des projets pour prolonger la ligne Tōhō de trois stations vers le Sud-Est. Mais cette réalisation est peu probable à court terme car la fréquentation du métro est actuellement en légère baisse.